# Salins-les-Bains
Salins-les-Bains ist eine französische Stadt im Département Jura. Sie hat 2430 Einwohner (Stand 1. Januar 2022). Salins war bis 2015 Hauptort des gleichnamigen Kantons mit etwa 6600 Einwohnern. Wie schon der Ortsname verrät, war die Salzindustrie der wichtigste Wirtschaftszweig der Stadt. Salins pflegt eine Städtepartnerschaft mit Horb am Neckar.

## Lage
Salins-les-Bains liegt im Tal der Furieuse, die hier durch ein eng eingeschnittenes S-förmiges Tal das Jura-Gebirge verlässt und dem weiten Tal der Loue im Nordwesten entgegenfließt. Südlich der Stadt liegt das fruchtbare Hochplateau Bracon, das eine eigene Gemeinde bildet, deren Gebiet fast das Stadtzentrum von Salins erreicht. Nur hier ist Landwirtschaft möglich, die sonst sehr steilen, felsigen Hänge lassen eine Bewirtschaftung nicht zu, der früher betriebene Weinbau wurde schon im 19. Jahrhundert aufgegeben.
Die Stadt selbst weist aufgrund dieser Topographie ein langgezogenes Siedlungsbild auf. Während die Hauptstraße in etwa 350 m Höhe über NN verläuft, steigen im Osten und Westen steile Berge auf, die von den Festungen Fort Saint-André im Westen (584 m) und Fort Belin im Osten (604 m) beherrscht werden. Im Norden türmt sich der Mont Poupet mit 853 m Höhe auf. Unter der Stadt entspringen zahlreiche salzhaltige Quellen.

## Stadtgestalt

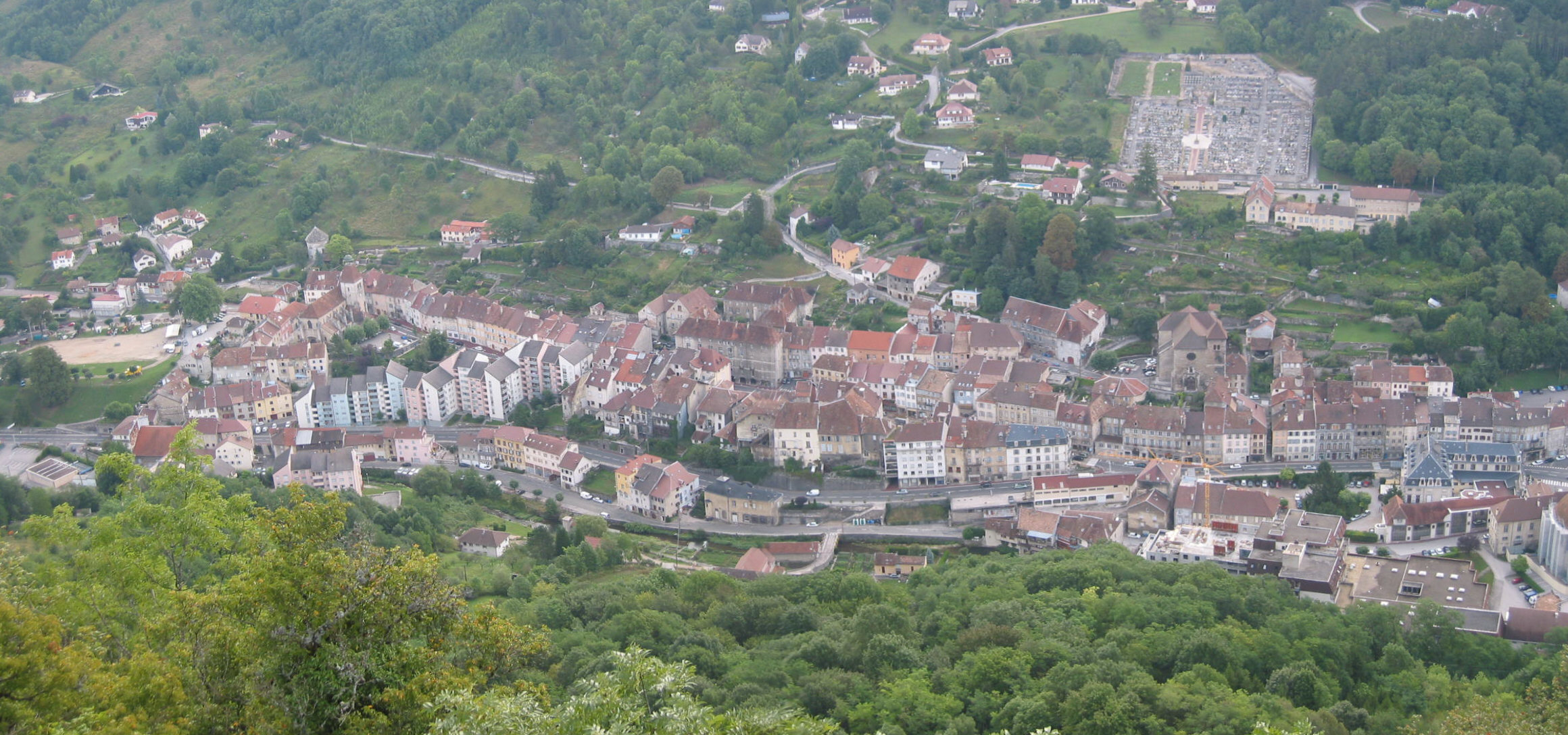
Blick auf die Unterstadt mit St. Maurice (links)

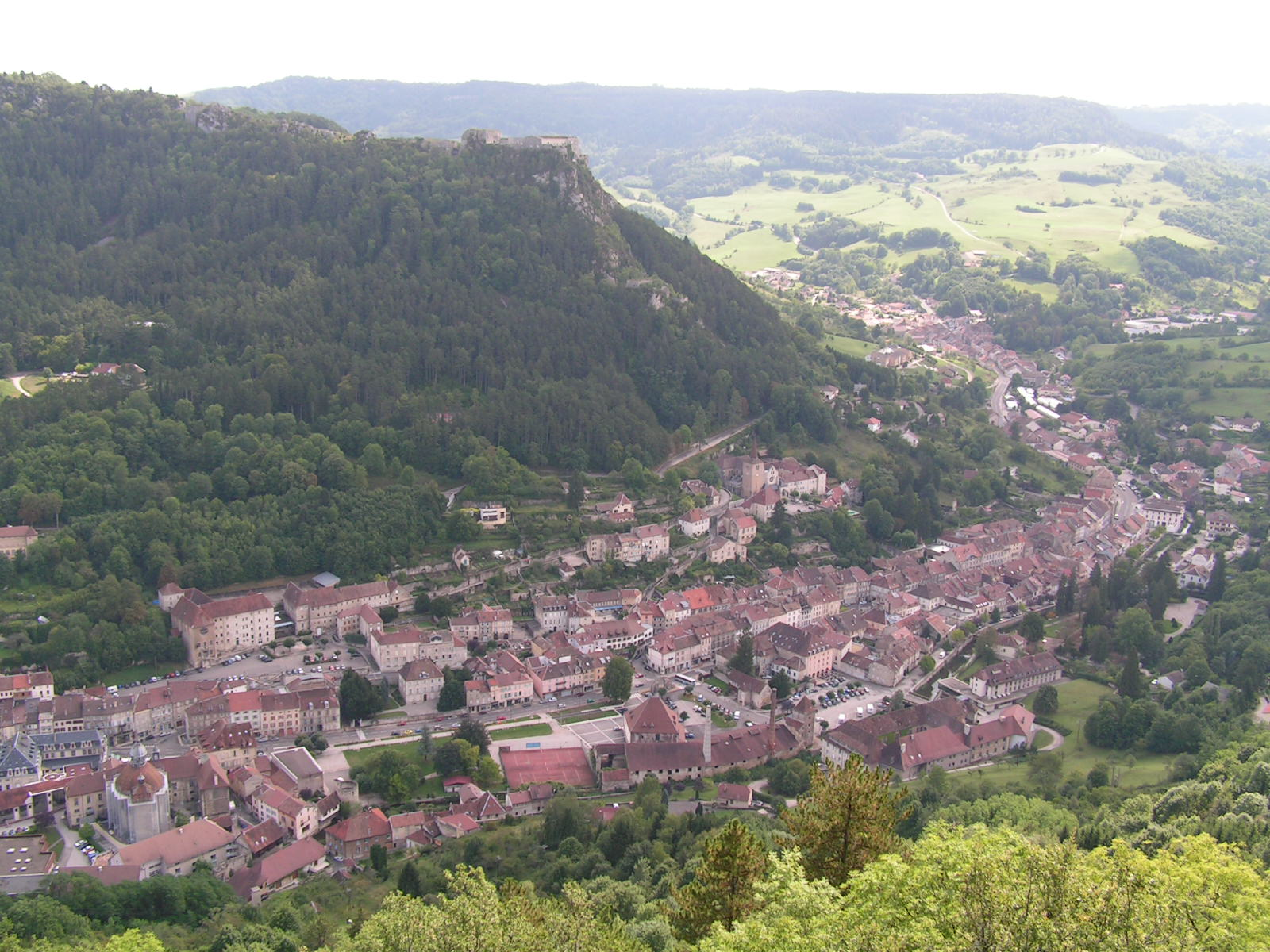
Blick auf die Oberstadt mit St. Anatoile (rechts), der Saline im Vordergrund, links das Rathaus, über der Stadt das Fort Belin

Über die Gestalt der antiken Ansiedlungen können wenige Aussagen gemacht werden, sicher ist jedoch die Stadtstruktur im Mittelalter. Bedingt durch die Topographie entwickelte sich die Stadt Salins zu einer Bandstadt, die sich im engen Tal zwischen den schwer zu begehenden, steilen Hängen der umliegenden Berge entlang entwickelte. Mehrere Siedlungskerne waren die Folge, die unterschiedliche Besitzer hatten. Der nördliche Stadtteil wird als Bourg-Dessous bezeichnet und gehörte ursprünglich dem Grafen von Burgund. Mittelpunkt des Stadtteils ist die Kirche Saint Maurice. Der südliche Stadtteil Bourg-Dessus war Eigentum der Herren von Salins. Dieser Stadtteil wird beherrscht von der Kirche Saint-Anatoile. Zwischen den beiden Teilen lag die Saline. Sie war eine Stadt in der Stadt, mit eigener Stadtmauer, eigenen Wohngebäuden, eigener Gerichtsbarkeit und Verwaltung sowie einer eigenen Kirche. Direkt daneben lag ein bürgerlicher freier Stadtteil, wo später die Kuranlagen und das Rathaus errichtet wurden. Hier finden sich die beiden Pfarrkirchen Notre-Dame und Notre-Dame Libératrice.
Durch die zahlreichen Brände und durch die natürlichen Voraussetzungen zeigt sich Salins heute als Stadt aus Stein, die von barocken und vor allem klassizistischen Bürgerhäusern geprägt ist. Die Topographie bewirkte ein System von parallelen Straßen, die sich aufgrund der Höhenunterschiede nur spitzwinklig treffen können. Nördlich und südlich haben sich Vorstädte entwickelt, die Gewerbe, Schulen und moderne Wohnbauten aufnehmen.
Salins wurde 1857 an das französische Eisenbahnnetz angebunden und besaß außerdem eine Schmalspurbahn, die im Stadtgebiet Bahnhof, Saline und andere Gewerbeunternehmen miteinander verband. Heute wirkt sich der Autoverkehr im dichten, engen Tal störend auf Atmosphäre und Sauberkeit der Stadt aus.

## Geschichte
Schon in keltischer Zeit war das Stadtgebiet besiedelt. Auf dem Berg des Fort Saint-André befanden sich Befestigungsanlagen, ebenso wie auf dem westlich davon gelegenen Berg, der heute noch den Namen Chateau trägt. Anstelle der Festung Fort Belin ist ein keltisches Heiligtum anzunehmen. Die Bewohner der Ansiedlung lebten vom Handel mit dem inneren Gallien und Italien und von den Einnahmen aus der Salzgewinnung. Eine hohe Bevölkerungszahl ist wahrscheinlich, einige Forscher sehen in Salins das von Caesar beschriebene gallische Oppidum Alesia, in dem die gallische Truppen von den Römern vernichtend geschlagen wurden. Danach wurde die Gegend Teil des römischen Imperiums und der Provinz Germania superior mit deren Hauptstadt Mogontiacum (Mainz) zugeordnet. Weitaus wichtiger als die weit entfernte Provinzhauptstadt blieb aber die nahe gelegene Metropole Vesontio, das heutige Besançon. Unter der römischen Herrschaft wurde die Ausbeutung der salzhaltigen Quellen fortgesetzt.

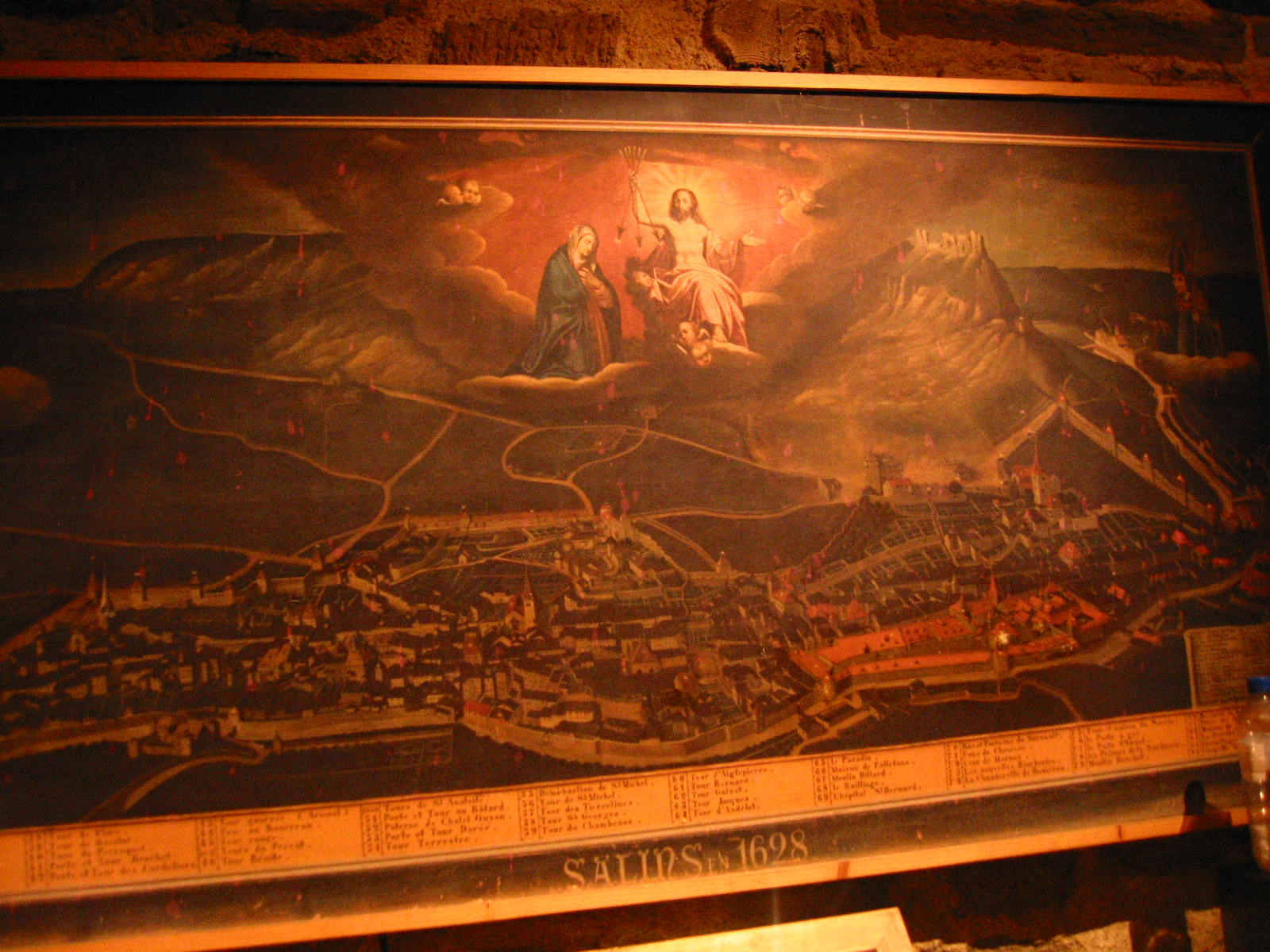
Historische Stadtansicht

Aus den ersten Jahrhunderten nach Christus gibt es keine Nachrichten über die Stadt, doch es ist eine kontinuierliche, einfachere Weiterbesiedlung wahrscheinlich. Im Jahre 523 taucht die Ansiedlung in Quellen dann erstmals als Salinarum auf, womit auch die Salzindustrie zum ersten Mal urkundlich Erwähnung findet. Um das Jahr 1000 hat die Stadt dann zwei Besitzer: Der Nordteil gehört dem Grafen von Burgund, der Südteil der Stadt gehört dem Sire de Salins. Im 13. Jahrhundert gelangte einer dieser Herren, nämlich Jean de Chalon der Ältere zu großer Macht im Burgund. Verdankten andere Adlige dieser Zeit ihre Einkünfte einzig ihrem Besitz an Ackerland, konnte er auf Einnahmen aus den Salzquellen bauen, womit er finanziell eine Sonderstellung innehatte. Dank seines politischen Geschicks gewann er Lehnsmänner sowie die Gunst der Bischöfe und konnte so Soldaten und Bürger kaufen. 1249 gewährte er der Stadt Salins weitgehende Freiheiten. Die Befestigungen wurden verstärkt, Burgen zum Schutz der Saline errichtet und Kirchen gebaut. Mönche ließen sich nieder und gründeten Klöster und Hospitäler. Salins wurde wirtschaftlicher Mittelpunkt der Franche-Comté und mit 5.700 Einwohnern im 17. Jahrhundert zweitgrößter Ort des Landes. Damit wurde sogar die damalige Hauptstadt Dole übertroffen.
Diese Blüte dauerte bis zur Annexion der Franche-Comté durch das Königreich Frankreich im Jahr 1674. Ein letzter Aufstand gegen die Franzosen unter Lacuzon wurde in Salins niedergeworfen. Die Stadt büßte ihre führende Stellung ein, da Besançon nun Hauptstadt der zentralisierten Provinz wurde. Salins behielt jedoch seine Salzindustrie, die modernisiert und ausgebaut wurde. So errichtete der Architekt Claude-Nicolas Ledoux eine weitere Salinenanlage im Wald von Chaux, 30 Kilometer von Salins entfernt, die mit der Sole aus Salins betrieben wurde. Diese Produktionsstätten wurden außerdem durch neue Festungsanlagen geschützt, in denen man auch eine Garnison stationierte. Die Stadt erhielt den Titel „Place de guerre“. Aufgrund der wirtschaftlichen Entwicklung stieg die Einwohnerzahl bis 1789 auf über 8.000.
Mit der in diesem Jahr ausbrechenden Revolution begann Salins' wirtschaftlicher Niedergang. Zwar nahm die Stadt aktiv an der Revolution teil, so dass sie für ihre Verdienste von der Nationalversammlung in Paris am 18. August 1792 ausgezeichnet wurde. Bei der Einführung der neuen Departements erhielt dann jedoch das südlich gelegene, damals kleinere Lons-le-Saunier den Status der Hauptstadt. Das im neuen Département Jura zu abseits gelegene Salins wurde nur Kantonssitz. 1825 traf die Stadt ein weiterer Schlag: Der gesamte Südteil brannte ab, der Wiederaufbau dauerte Jahre. Auch machte sich bereits deutlich bemerkbar, dass die Salzindustrie weniger Gewinn abwarf, da andernorts kostengünstiger produziert werden konnte. Wie in anderen Salzstädten auch, versuchten die Stadtväter, die heilenden Eigenschaften der Sole zu vermarkten. Salins wurde zur Kurstadt ausgebaut. 1857 wurde der neue Status durch den Anschluss an das Eisenbahnnetz mit direkter Verbindung nach Paris noch einmal verbessert. Angehörige der kaiserlichen Familie förderten die Stadt, so dass ein elegantes und mondänes Kurbad mit Hotels, Promenaden und Casino entstand. Mit dem Deutsch-Französischen Krieg, in dem Salins von preußischen Truppen besetzt wurde, endete dann jedoch das französische Kaiserreich. Nun begann endgültig Salins’ Abstieg.
Als sich Frankreich im Zweiten Weltkrieg unter deutscher Besatzung befand, leitete der 1910 in Paris geborene Lehrer Roger Robbe und seine Frau Marcelle, geborene Armand, auch sie Lehrerin, vom Januar 1943 bis September 1944 die lokale Widerstandsgruppe der Résistance. Ihre Gruppe nannte sich Volontaire de la liberté und war eng mit dem Netzwerk Défense de la France verbunden. Seit Ende 1942 war das Ehepaar für die Verteilung der im Untergrund erscheinenden Résistance-Presse in Salins-les-Bains und Pontarlier zuständig. Zum Kriegsende wurde Roger Robbe die Leitung des Comité Cantonal de Libération anvertraut.
1962 wurde die Saline geschlossen und die Kurgäste wurden immer weniger. So fiel die Einwohnerzahl bis heute auf etwa 3.000 Personen.

## Bevölkerungsentwicklung
| Jahr                       | 1962 | 1968 | 1975 | 1982 | 1990 | 1999 | 2007 | 2017 |
| -------------------------- | ---- | ---- | ---- | ---- | ---- | ---- | ---- | ---- |
| Einwohner                  | 4451 | 4259 | 4177 | 3923 | 3629 | 3333 | 3045 | 2586 |
| Quellen: Cassini und INSEE |      |      |      |      |      |      |      |      |

## Wirtschaft und Infrastruktur

### Große Saline

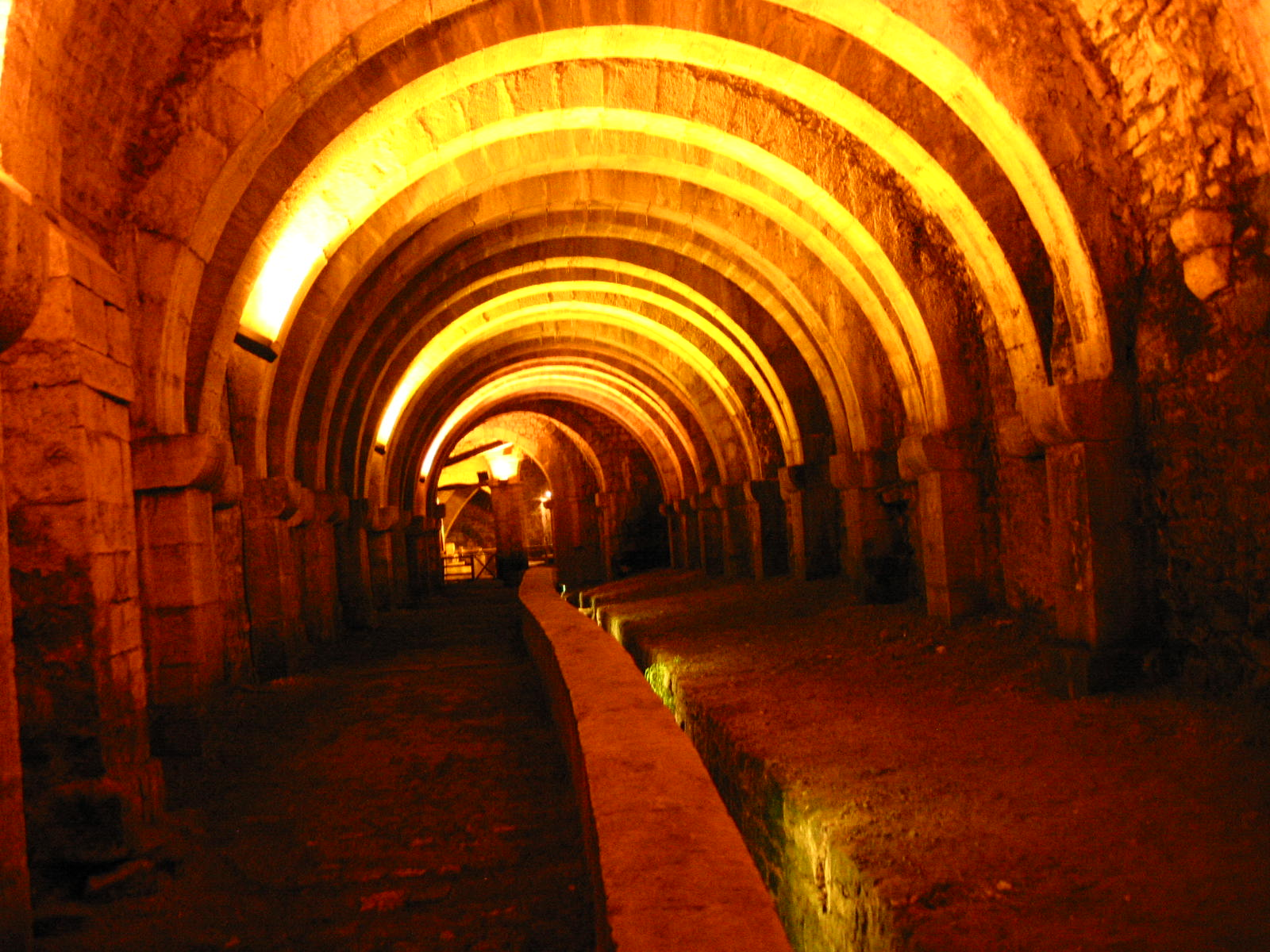
Blick in den unterirdischen Stollen der Saline

Mittelpunkt der Wirtschaft war bis zur Schließung 1962 die Saline. Erstmals erwähnt wurde sie in einer Urkunde des Klosters Flavigny anno 791, obwohl sie zu diesem Zeitpunkt vermutlich schon seit Jahrhunderten ausgebeutet wurde. Im 12. Jahrhundert gab es zwei Salzquellen, die schon bald den Herzögen von Burgund gehörten. Nach dem Anschluss an Frankreich 1678 wurden die Salzquellen samt Salinenanlagen Staatsbesitz. Verschiedene Unternehmen pachteten die Anlagen, bis sie 1966 an die Stadt verkauft wurden. Heute werden mit der dort gewonnenen Sole die Kureinrichtungen mit dem Thermalbad betrieben.
Im Mittelalter wurde das Salz als „Weißes Gold“ bezeichnet, warfen Salzproduktion und Handel doch enorme Gewinne ab. Die Salzquellen von Salins wurden deshalb schon im 13. Jahrhundert durch unterirdische Stollen besser zugänglich gemacht. Dort wurden auch zusätzliche Brunnen gebohrt. Ab dem 18. Jahrhundert konnte das so gewonnene Salzwasser mit Hilfe von Wasserkraft (Fluss Furieuse) nach oben gepumpt werden; bis dahin wurde dies mit bloßer Muskelkraft bewerkstelligt. In den oberirdischen Produktionsstätten kochte man die Sole in riesigen Pfannen 12–18 Stunden lang, bis das Wasser verdampft war und das Salz zum Trocknen zu Ballen geformt werden konnte.
Mit der Zeit wurden jedoch immer bessere und günstigere Produktionsmethoden entwickelt, so dass die Saline von Salins nicht mehr rentabel betrieben werden konnte. Außerdem benötigte man zum Sieden Holz als Brennstoff, den die Wälder um Salins nicht mehr liefern konnten. So wurde ein Teil der Produktion schon im 18. Jahrhundert nach Chaux verlegt, wo man einen großen Wald (Forêt de Chaux) ausbeuten konnte. Die Versorgung mit Kohle erwies sich ebenfalls als unwirtschaftlich.
Die Saline wurde 2009 von der UNESCO zum Weltkulturerbe ernannt, zusammen mit der bereits 1982 ernannten königlichen Saline in Arc-et-Senans.

### Fayencen
Schon seit dem 18. Jahrhundert wurden in Salins Fayencen hergestellt. Aufgrund der reichlich vorhandenen Rohstoffe konnten sich bis heute vier Unternehmen halten, die Fayencen herstellen, unter anderem im ehemaligen Kapuzinerkloster.

### Tourismus
Der Tourismus bildet heute das wichtigste wirtschaftliche Standbein von Salins. Schon im 19. Jahrhundert begann die Entwicklung zum Kurort mit zahlreichen Einrichtungen wie Thermalbad, Kuranlagen, Hospitälern und Casino. Auch in Frankreich setzte jedoch ein Umdenken im Gesundheitswesen ein, das viele klassische Kurorte überflüssig machte. Deshalb konzentriert man sich in Salins seit einigen Jahren auf einen sanften Natur-, Familien und Abenteuertourismus.

### Landwirtschaft
Im Stadtgebiet ist so gut wie keine Landwirtschaft möglich. Der früher betriebene Weinbau wurde durch die Reblaus zunichtegemacht. Nur das außerhalb des Stadtgebietes südlich gelegene Gebiet Bracon erlaubt Vieh- und Getreidewirtschaft.
1885 wurde in Salins die landwirtschaftlich geprägte Bank Credit mutuel agricole de France gegründet.

### Verkehr
Salins-les-Bains liegt an einer strategisch besonderen Stelle: Die Verbindung Paris–Burgund–Lausanne, hier die D 472, tritt in das Jura-Gebirge ein und muss das enge Tal und somit das Stadtgebiet durchqueren. Etwa sieben Kilometer westlich verläuft die N83, die Lyon mit Straßburg verbindet. Salins hat keinen eigenen Bahnhof mehr und wird durch eine SNCF-Buslinie erschlossen. Jedoch befindet sich in acht Kilometer Entfernung der Bahnhof von Mouchard, der auch vom TGV angefahren wird. Paris ist von dort in zwei Stunden erreichbar.

## Sehenswürdigkeiten

### Kirche Saint-Anatoile

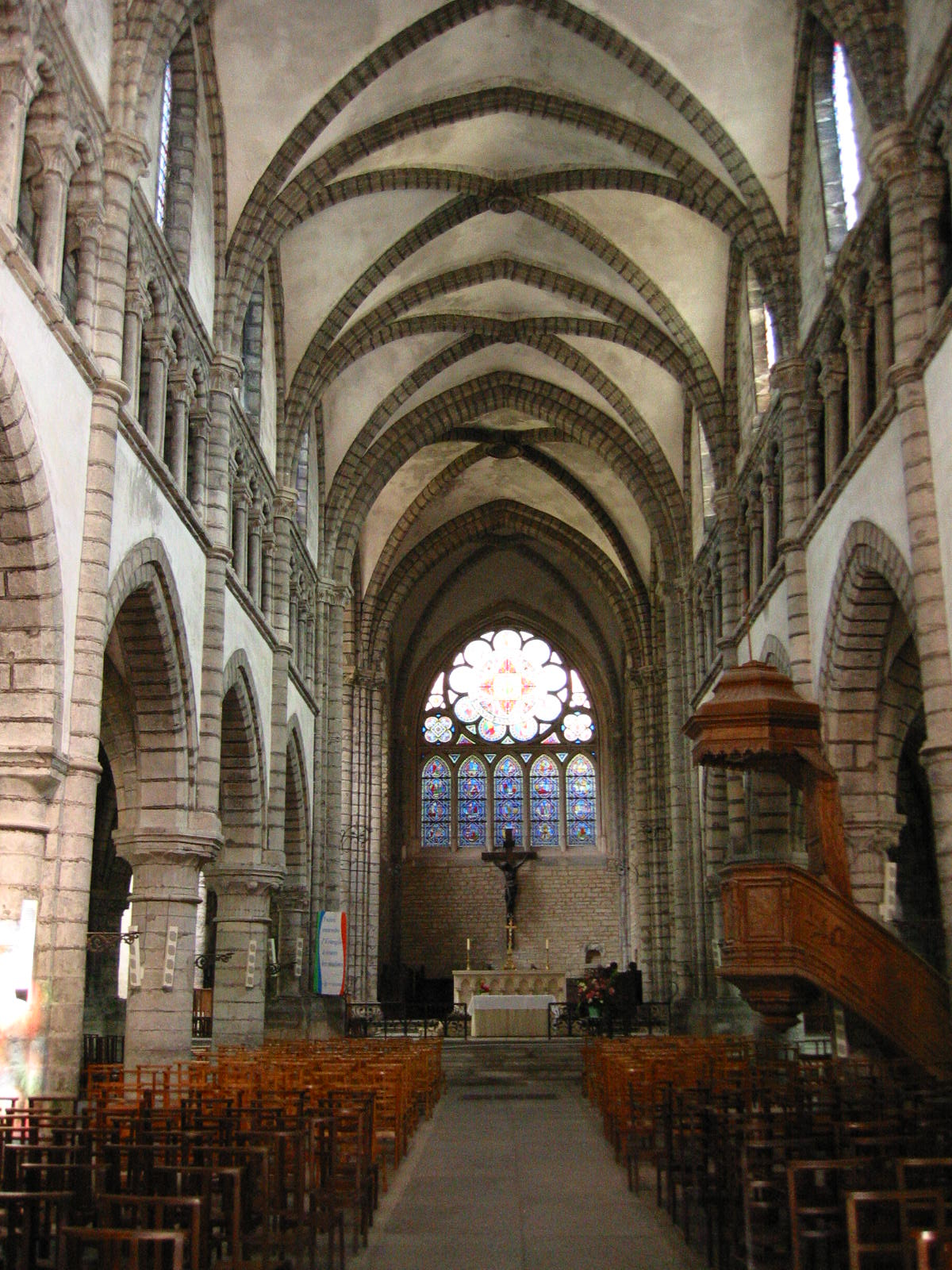
Blick in das Mittelschiff der Kirche St.-Anatoile

Die bedeutendste Kirche der Stadt ist die Kirche Saint-Anatoile. Sie ist die Pfarrkirche der südlichen Stadt. Ein erster Bau wurde um 1024 und 1031 errichtet. Der Name erinnert an einen Eremiten, der zahlreiche Wunder in Salins vollbracht haben soll und bis heute Schutzheiliger der Stadt ist. Ab 1257 wurde ein zweiter Bau errichtet, den wir heute noch vorfinden. Einige Archaismen im Chor und Querschiff weisen wohl auf ältere Ergänzungen des Vorgängerbaus hin. 1325, 1336, 1469 und 1669 wurden Reparaturen und Ergänzungen wie Kapellen und Turm vorgenommen. Nach einem Erdrutsch im 15. Jahrhundert musste allerdings die Apsis entfernt werden. 1826 brannte der Dachstuhl ab, 1867 wurde die Kirche unter Denkmalschutz gestellt.
Heute zeigt die Kirche einen kreuzförmigen Grundriss. Das Langschiff weitet sich zum Eingang im Westen hin leicht auf und besitzt sechs Joche. Die Wände wurden in romanischer Ordnung errichtet und weisen zahlreiche Ähnlichkeiten mit anderen burgundischen und zisterziensischen Kirchen auf. Das Langschiff wird von Seitenschiffen begleitet. Fünf Kapellen umringen den Kern der Kirche. Die Holztüre stammt noch aus dem Jahr 1516.

### Kirche Saint-Maurice
Hervorgegangen aus einem königlichen Stift wurde die Kirche im 13. Jahrhundert erbaut. Stilistisch sind zahlreiche Verwandtschaften zu St. Anatoile zu verzeichnen, auch hier wurde die Apsis entfernt (1832) – in diesem Fall allerdings, um die Straße auf der Rückseite zu verbreitern. Sehenswert ist eine Reiterstatue des St. Mauritius. Die Kirche ist die Pfarrkirche des nördlichen Stadtteils.

### Kapelle Notre-Dame Libératrice

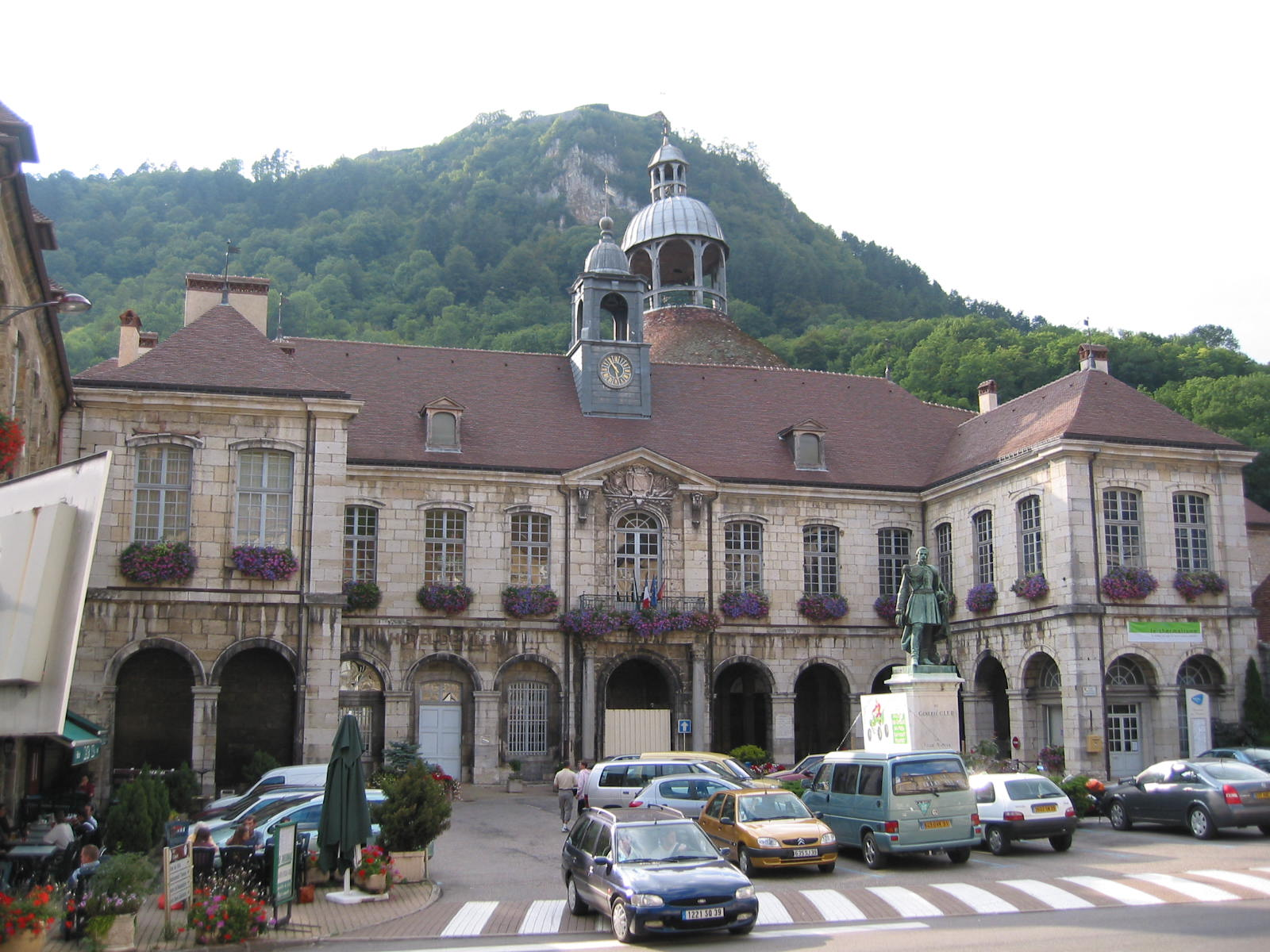
Das Rathaus der Stadt, dahinter die Kuppel der Kirche N-D Libératrice. Auf dem Berg das Fort St. André

Im Jahr 1639 wurde Salins von der Pest und von Truppen des Herzogs von Sachsen-Weimar heimgesucht. Um die verheerenden Folgen abzumildern, beschloss die Stadt, eine Kapelle zu Ehren Marias zu errichten, wenn die Stadt befreit würde. 1642 wurde die Stadt von französischen Truppen besetzt und man begann auf dem freien Gebiet der Gemeinde zwischen Ober-, Unterstadt und Saline die Kapelle zu errichten. 1662 wurde der Bau im klassischen Stil des vorrevolutionären Frankreichs vollendet. Vorbild für den Entwurf war die Rundkirche Santa Maria di Loreto in Rom, eine elliptische Rundkirche. Man errichtete so einen Raum ohne störende Stützen und mit starker gemeinschaftsfördernder Gestalt.

### Rathaus
Direkt im Anschluss an die Kapelle Notre-Dame Libératrice errichtete man 1718–1739 das Rathaus (Hôtel de Ville). Dabei wurde durch die Gebäudestruktur ein Platz geschaffen, zu dem unter dem Rathaus hindurch einige Straßen führen. Früher nahm der Bau außerdem das Gericht auf. Ein großer Audienzsaal nimmt fast das ganze erste Geschoss ein, darunter befindet sich der Haupteingang und der Eingang zur Kapelle. Eine Tafel erinnert an die Leistungen der Bürger von Salins während der Revolution.

### Saline
Durch einige Brände und Abrisse ist die Saline, ehemals Stadt in der Stadt, nicht mehr vollständig erhalten. Von der Befestigung kann man noch einige Abschnitte der Mauer, zwei Türme und das Haupttor sehen. An Gebäuden ist noch das Haus des Direktors erhalten, eine Produktionshalle mit Salzpfannen (Museum) und ein Nebengebäude (Touristeninformation). Unterirdisch sind die Stollen aus dem 13. Jahrhundert mit ihren romanischen Bögen vollständig erhalten. Auch die technischen Einrichtungen wie Pumpe, Abwassersystem von salzigem Wasser (Sole) und Süßwasser (zum Antrieb der Pumpe) sind zu bewundern. Das restliche Gelände ist in Grünanlagen umgewandelt worden.

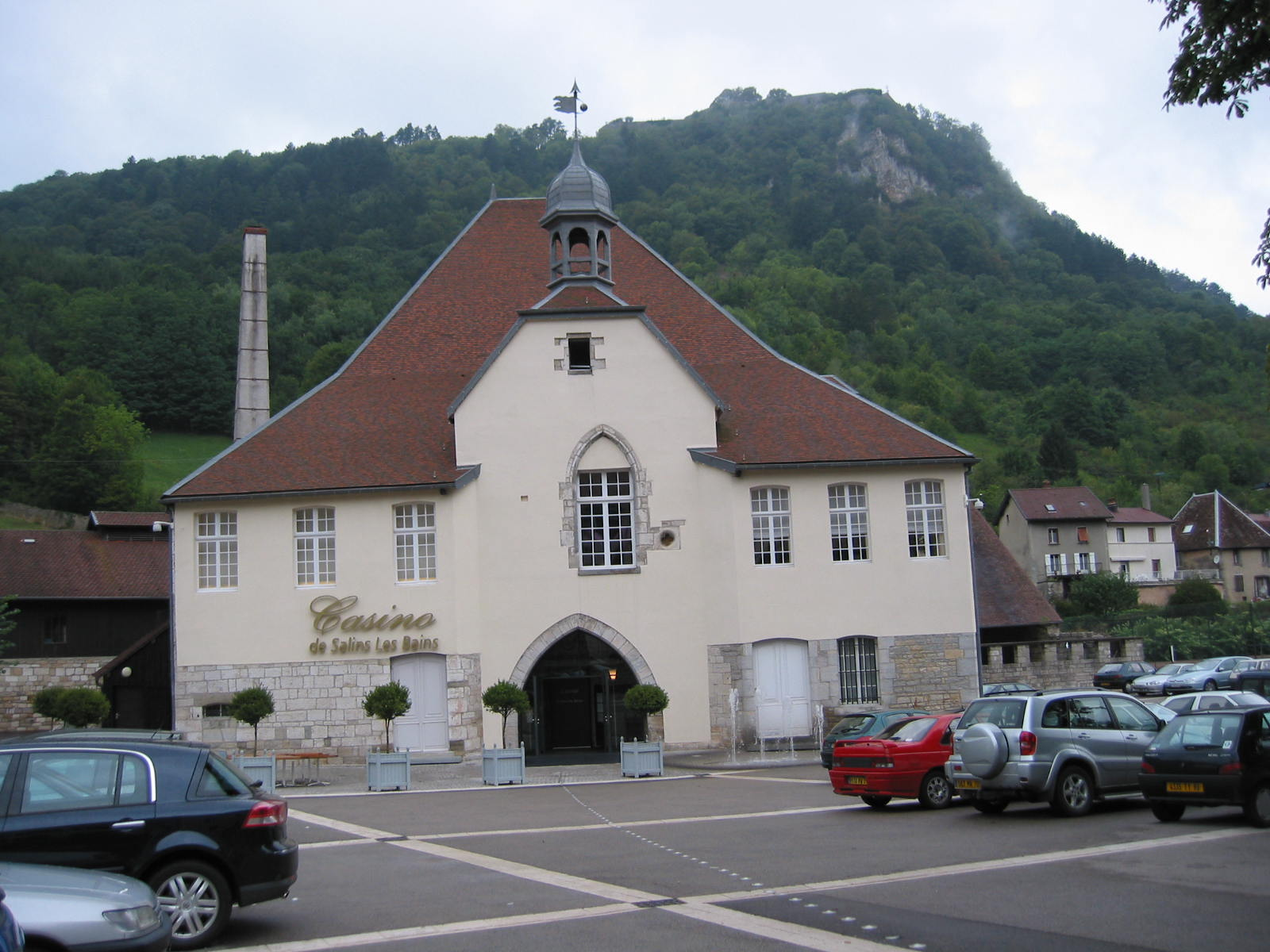
Das ehemalige Haus des Direktors der Saline.
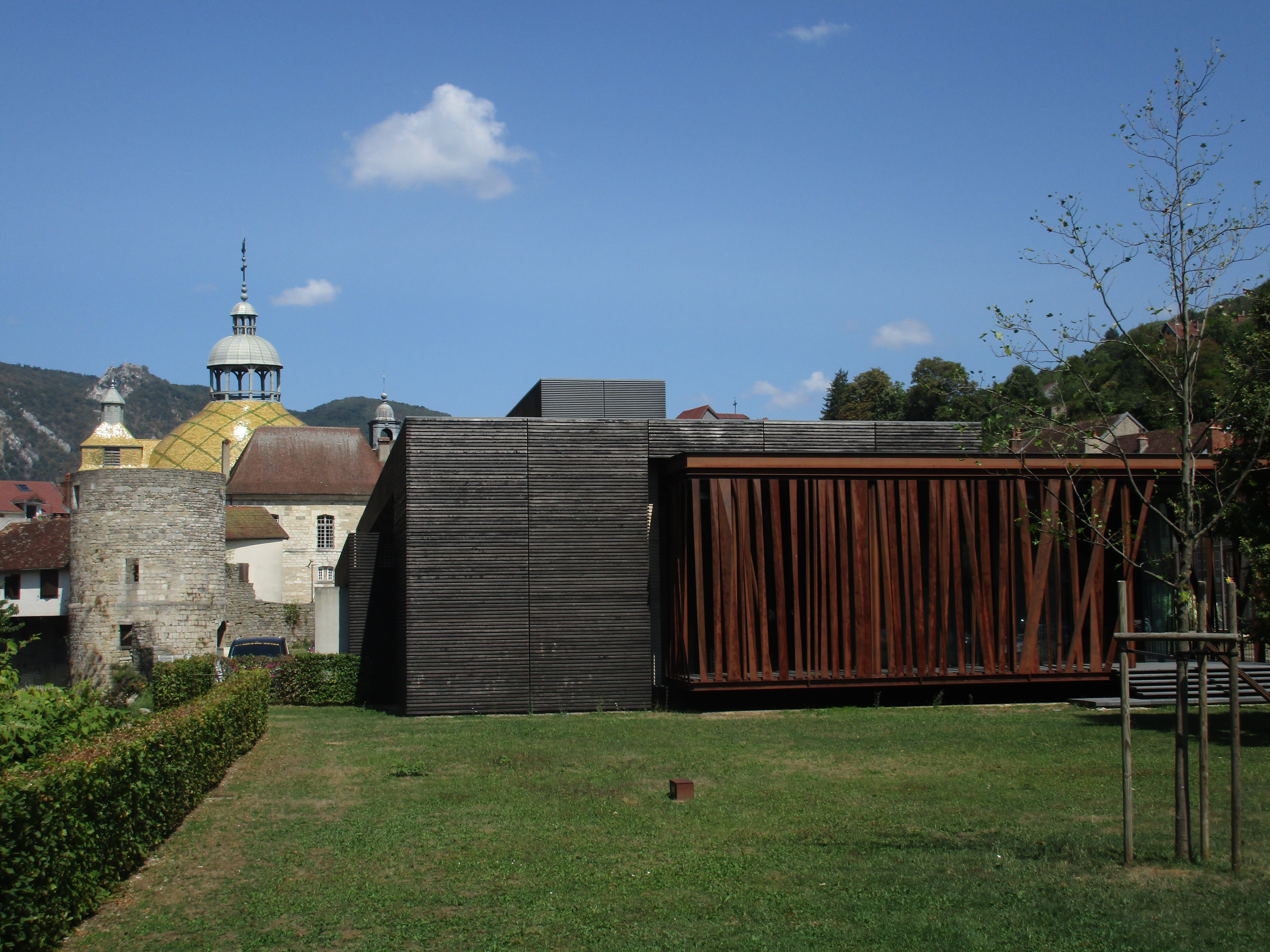
Neues Casino, im Hintergrund die Chapelle Notre Dame Libératrice

### Fort Belin
Errichtet im 19. Jahrhundert zum Schutz der Straße Paris-Lausanne liegt das Fort in 603 m Höhe. Es trat an die Stelle einer mittelalterlichen Burg, die wiederum die Stelle eines gallo-römischen Heiligtums einnahm. Die Festung bietet einen guten Blick auf die Stadt.

### Fort Saint-André
In einer Höhe von 624 m, liegt direkt über der Stadt das Fort Saint-André. Es wurde unter Ludwig XIV. von dem bekannten Festungsbaumeister Vauban errichtet. Mehrere Verteidigungslinien beschützen den Zugang, das Haupttor trägt die Inschrift „Nec pluribus impar“. Im Innern der Festung liegen Kommandantenhaus, Waffenlager und Kasernenbauten. Der Appellplatz ist geprägt von einer Kapelle im nüchtern-klassischen Stil des auslaufenden 16. Jahrhunderts. Heute dient das Fort als Ferienanlage und bietet Appartements für Familien. Im Vorhof der Festung wurde eine Abenteueranlage mit Klettergarten errichtet.

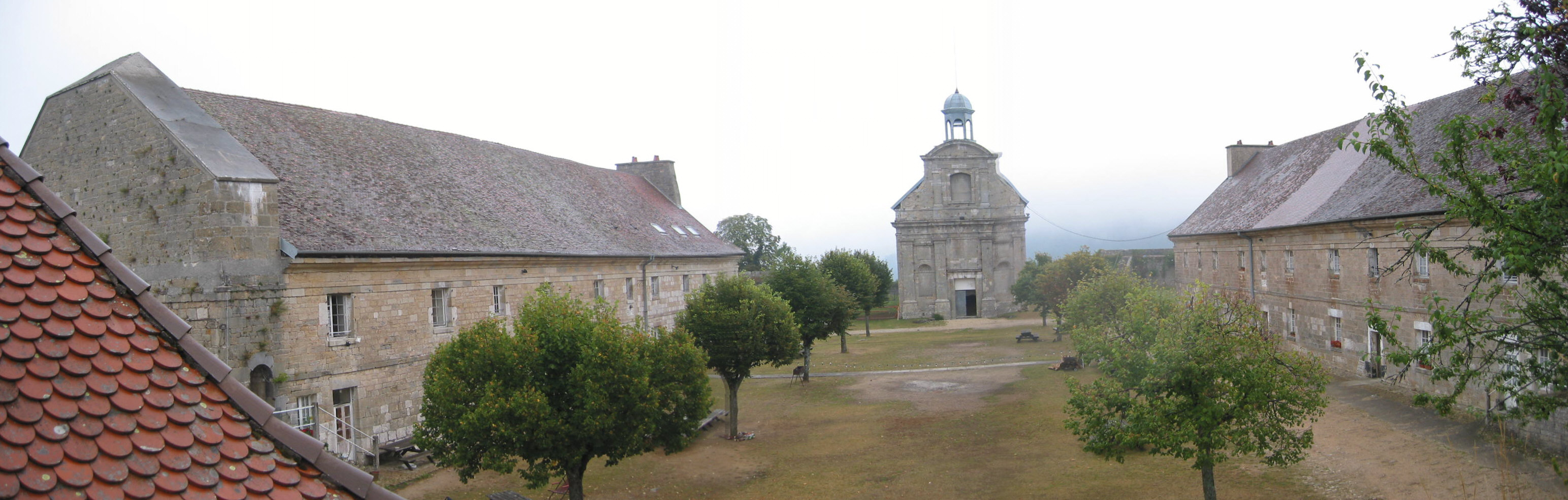
Fort St. André, Innenhof
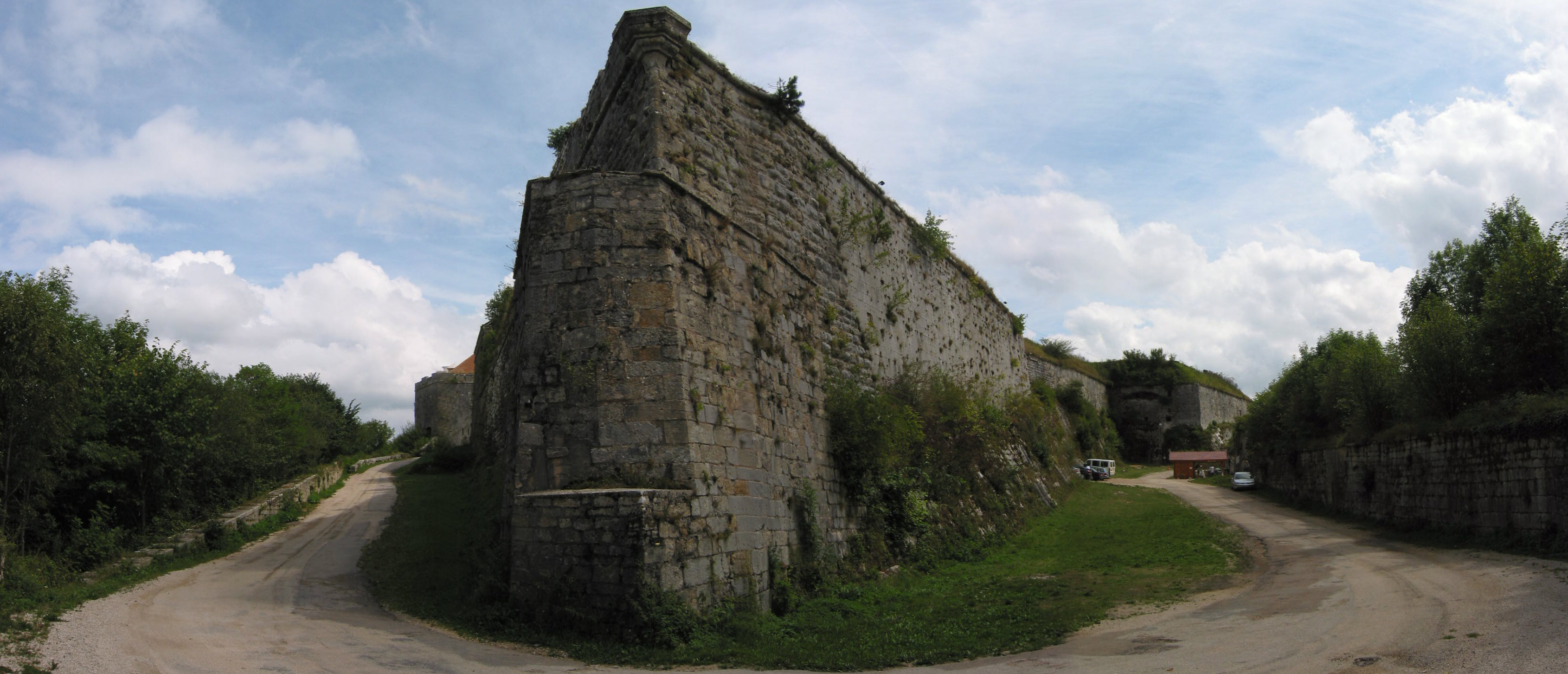
Fort St. André, Wall

## Persönlichkeiten
- Claude d’Esternod (1592–1640), Schriftsteller
- Franz von Lisola (1613–1674), Diplomat und Publizist
- Pierre-Joseph Thoulier d’Olivet (1682–1768), Grammatiker und Mitglied der Académie française
- Charles Galibert (1826–1858), Komponist
- Victor Considerant (1808–1893), Philosoph, Ökonom, Politiker
- Paul Rémond (1873–1963), Bischof von Nizza
- Guy Verrier (1928–2019), Autorennfahrer und Motorsportfunktionär
- Martial Salomon (* 1977), Filmeditor